# Euonymus cochinchinensis
Euonymus cochinchinensis е дърво от тропическа Азия от семейството Чашкодрянови (Celastraceae).

## Етимология
Специфичният епитет cochinchinensis се отнася до вида, който произхожда от Индокитай.

## Описание
Euonymus cochinchinensis расте като малко дърво с височина до 12 м. Цветовете са зеленикаво жълти. Плодовете са с яйцевидна до закръглена форма.

## Разпространение и местообитание
Euonymus cochinchinensis расте естествено в Хайнан, Тайван, Индокитай, Малезия и Папуа Нова Гвинея. Местообитанието му са крайбрежни гори.